# Toney (Alabama)
Pour les articles homonymes, voir Toney.
Toney est un secteur non constitué en municipalité du nord-ouest du comté de Madison (Alabama), aux États-Unis. Constituante de la Huntsville-Decatur Combined Statistical Area (en), la localité a une altitude de 252 m.

## Géographie
Toney est traversé par la Limestone Creek (en), dont la source est située à quelques kilomètres au nord dans le comté de Lincoln (Tennessee).

## Services publics
Les services de pompier et de police sont fournis dans la localité par le Toney Volunteer Fire Department et le Madison County Sheriff's Department,. On y retrouve également un bureau de poste.
Toney fait partie du réseau scolaire du comté de Madison et possède deux écoles primaires : Madison Cross Roads et Sparkman Middle. L'école secondaire la plus proche est situé à Harvest.